# Kapuvár
Kapuvár là một thành phố thuộc hạt Győr-Moson-Sopron, Hungary. Thành phố này có diện tích 96,05 km², dân số năm 2010 là 10389 người, mật độ 108 người/km².